# Mallerenga funesta (Melaniparus)
La mallerenga funesta (Melaniparus funereus) és una espècie d'ocell passeriforme que pertany a la família Pàrids. És originària de la selva tropical africana.

## Distribució i hàbitat
Es troba als boscos de l'Àfrica Central i Occidental.
L'hàbitat natural són els boscos humits tropicals de terres baixes.

## Taxonomia
La mallerenga funesta era antigament una de les moltes espècies del gènere Parus, però es va traslladar a Melaniparus després que una anàlisi filogenètica molecular publicada el 2013 mostrés que els membres del nou gènere formaven un clade diferent.
Es reconeixen dues subespècies:
- Melaniparus funereus funereus (Verreaux, JP & Verreaux, JBÉ 1855) - de Guinea al Camerun, Zaire, Uganda i Kenya.
- Melaniparus funereus gabela (Traylor, MA 1961) - centre oest d'Angola (escarpa de Gabela).